# Barcelona Búfals 2015
Questa voce raccoglie le informazioni riguardanti i Barcelona Búfals nelle competizioni ufficiali della stagione 2015.

## Maschile

### LNFA Serie B 2015

#### Stagione regolare
| 17-18 gennaio 2015 1ª giornata | Barcelona Búfals | 14 – 8 referto | Zaragoza Hornets |  |

| Reus 25 gennaio 2015, ore 11:00 2ª giornata | Reus Imperials | 42 – 0 | Barcelona Búfals | Campo de Fútbol La Pastoreta |

| Barcellona 8 febbraio 2015, ore 11:30 3ª giornata | Barcelona Búfals | 14 – 0 referto | Coyotes de Santurtzi | Campo de la Barceloneta |

| Murcia 1º marzo 2015, ore 11:00 5ª giornata | Murcia Cobras | 20 – 13 referto | Barcelona Búfals | Estadio Monte Romero |

| 7-8 marzo 2015 6ª giornata | Zaragoza Hornets | 10 – 0 referto | Barcelona Búfals |  |

| Barcellona 22 marzo 2015, ore 13:00 7ª giornata | Barcelona Búfals | 0 – 32 referto | Reus Imperials | Campo de la Barceloneta |

| Santurtzi 29 marzo 2015, ore 11:00 8ª giornata | Coyotes de Santurtzi | 38 – 6 referto | Barcelona Búfals | IMD Santurtzi |

| Barcellona 19 aprile 2015, ore 11:00 10ª giornata | Barcelona Búfals | 20 – 7 referto | Murcia Cobras | Campo de la Barceloneta |

### Statistiche di squadra
| Competizione      | %Vittorie | In casa | In casa | In casa | In casa | In casa | In casa | In trasferta | In trasferta | In trasferta | In trasferta | In trasferta | In trasferta | Totale | Totale | Totale | Totale | Totale | Totale |
| Competizione      | %Vittorie | G       | V       | N       | P       | Pf      | Ps      | G            | V            | N            | P            | Pf           | Ps           | G      | V      | N      | P      | Pf     | Ps     |
| ----------------- | --------- | ------- | ------- | ------- | ------- | ------- | ------- | ------------ | ------------ | ------------ | ------------ | ------------ | ------------ | ------ | ------ | ------ | ------ | ------ | ------ |
| Stagione regolare | .375      | 4       | 3       | 0       | 1       | 48      | 47      | 4            | 0            | 0            | 4            | 19           | 110          | 8      | 3      | 0      | 5      | 67     | 157    |
| Totale            | .375      | 4       | 3       | 0       | 1       | 48      | 47      | 4            | 0            | 0            | 4            | 19           | 110          | 8      | 3      | 0      | 5      | 67     | 157    |

## Femminile

### LNFA Femenina 2015

#### Stagione regolare
| 8 febbraio 2015 1ª giornata | Barcelona Búfals | 43 – 13 | Zaragoza Hurricanes |  |

| 22 febbraio 2015 2ª giornata | Barcelona Búfals | 12 – 13 | Terrassa Reds |  |

| 8 marzo 2015 3ª giornata | Barberá Rookies | 27 – 19 | Barcelona Búfals |  |

| 19 aprile 2015 4ª giornata | Las Rozas Black Demons | 20 – 6 | Barcelona Búfals |  |

| 10 maggio 2015 5ª giornata | Barcelona Búfals | 41 – 6 | L'Hospitalet Pioners |  |

### LCFA Femení 2015

#### Stagione regolare
| 22 febbraio 2015 2ª giornata | Barcelona Búfals | 12 – 13 | Terrassa Reds |  |

| 8 marzo 2015 3ª giornata | Barberá Rookies | 27 – 19 | Barcelona Búfals |  |

| 10 maggio 2015 5ª giornata | Barcelona Búfals | 41 – 6 | L'Hospitalet Pioners |  |

#### Playoff
| 23 maggio 2015, ore 17:10 Semifinale | Terrassa Reds | 19 – 27 | Barcelona Búfals |  |

| 23 maggio 2015, ore 19:30 Finale | Barberá Rookies | 25 – 13 | Barcelona Búfals |  |

### Statistiche di squadra
| Competizione              | %Vittorie | In casa | In casa | In casa | In casa | In casa | In casa | In trasferta | In trasferta | In trasferta | In trasferta | In trasferta | In trasferta | Totale | Totale | Totale | Totale | Totale | Totale |
| Competizione              | %Vittorie | G       | V       | N       | P       | Pf      | Ps      | G            | V            | N            | P            | Pf           | Ps           | G      | V      | N      | P      | Pf     | Ps     |
| ------------------------- | --------- | ------- | ------- | ------- | ------- | ------- | ------- | ------------ | ------------ | ------------ | ------------ | ------------ | ------------ | ------ | ------ | ------ | ------ | ------ | ------ |
| LNFAF - Stagione regolare | .500      | 1       | 1       | 0       | 0       | 43      | 13      | 1            | 0            | 0            | 1            | 6            | 20           | 2      | 1      | 0      | 1      | 49     | 33     |
| LCFAF - Stagione regolare | .333      | 2       | 1       | 0       | 1       | 53      | 19      | 1            | 0            | 0            | 1            | 19           | 27           | 3      | 1      | 0      | 2      | 72     | 46     |
| LCFAF - Playoff           | .500      | 0       | 0       | 0       | 0       | 0       | 0       | 2            | 1            | 0            | 1            | 40           | 44           | 2      | 1      | 0      | 1      | 40     | 44     |
| Totale                    | .429      | 3       | 2       | 0       | 1       | 96      | 32      | 4            | 1            | 0            | 3            | 65           | 91           | 7      | 3      | 0      | 4      | 161    | 123    |